# Samukawa
Samukawa (寒川町 Samukawa-machi?) es un municipio situado en el distrito de Koza, en Kanagawa, Japón. Tiene una población estimada, a inicios de junio de 2023, de 48 601 habitantes.
Está localizado en el centro-este de la isla de Honshu, en la región de Kantō.

## Geografía
La localidad está ubicada en las llanuras centrales de la prefectura de Kanagawa. El río Sagama atraviesa el territorio municipal. 

## Historia
La villa de Samukawa fue fundada en 1889. Estaba unida a la estación de Chigasaki por la línea Sagami en 1921. Una línea ferroviaria secundaria que se extendía desde Samukawa hacia el oeste condujo al desarrollo de viviendas e industrias, aumentando la población de Samukawa de tal manera que en 1940 se le otorgó el estatuto de municipio. El Arsenal Naval Sagami de la Armada Imperial Japonesa estuvo ubicado en Samukawa hasta el final de la Segunda Guerra Mundial.

## Economía
Samukawa tiene una economía mixta. La industria incluye fábricas operadas por Nissan Kohki, una subsidiaria de Nissan Motors que produce motores de automóviles.

## Demografía
Según los datos del censo japonés, la población de Samukawa ha crecido fuertemente en los últimos 50 años.
| Gráfica de evolución demográfica de Samukawa entre 1940 y 2023 |
|                                                                |
| [ 5 ]                                                          |